# Didier Patio
Didier Patio (* 30. November 1980) ist ein ehemaliger französischer Fußballspieler.

## Karriere
Patio wurde 1999 als 18-Jähriger in den Profikader des Zweitligisten Le Mans FC aufgenommen. Allerdings wurde er zunächst nicht eingesetzt und musste bis zum letzten Spieltag am 20. Mai 2000 warten auf sein Profidebüt warten. Dabei wurde er in der 85. Minute eingewechselt. Es blieb sein einziger Einsatz für das Team, da er in der folgenden Spielzeit nicht mehr im Kader stand. Über seine weitere Laufbahn ist nichts bekannt.